# Jacob Dirk Carel van Heeckeren van Wassenaer

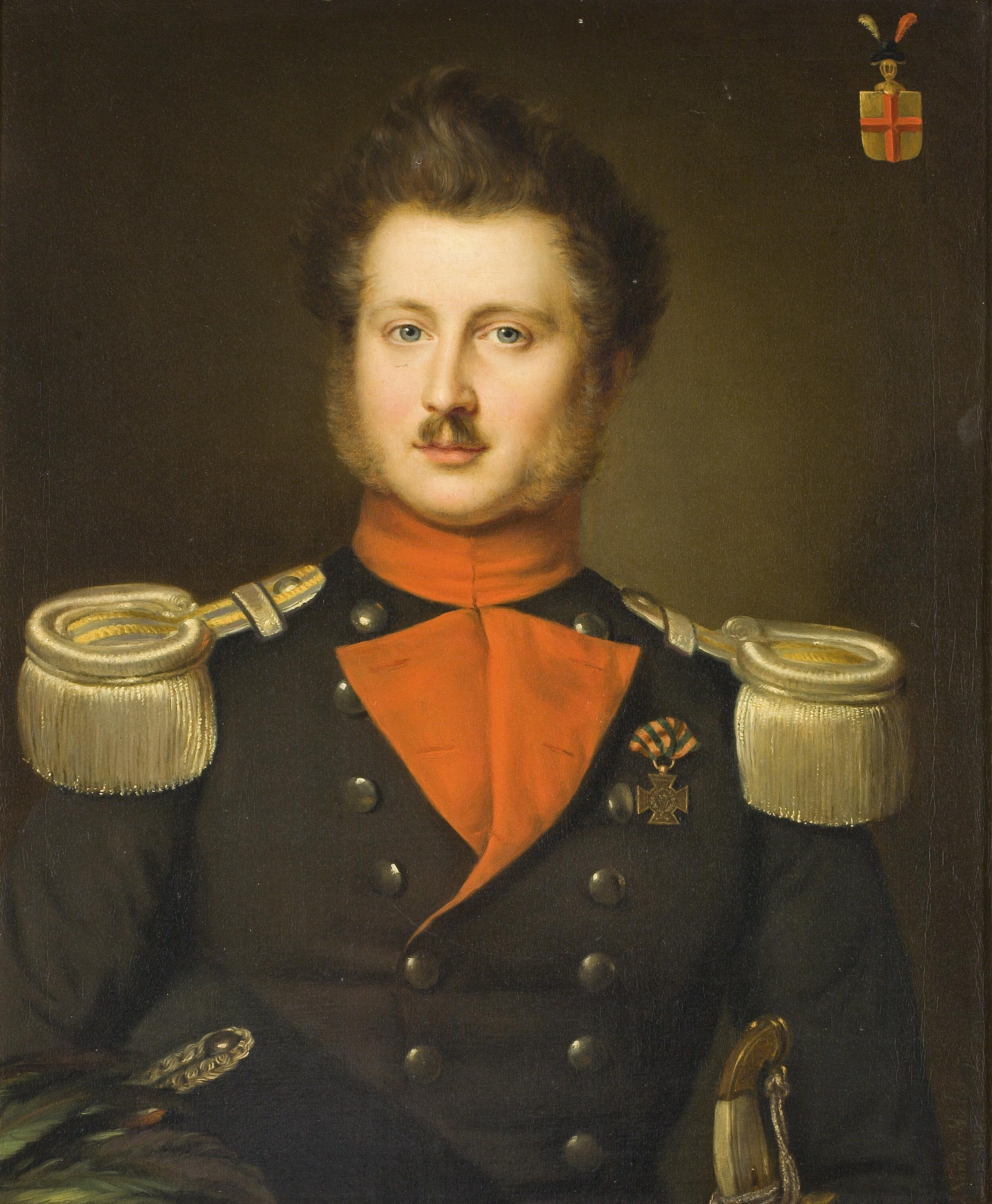
Jacob Derk Carel Baron van Heeckeren (1809–1875) (Jean-Baptiste van der Hulst, 1832)

Jacob Dirk Carel baron van Heeckeren van Wassenaer, heer van Nettelhorst en Borculo (Emmerik, 8 februari 1809 – ’s-Gravenhage, 7 november 1875) was een conservatief lid van de Eerste Kamer.

## Biografie
Van Heeckeren was een zoon van baron Willem Hendrik Alexander Carel van Heeckeren van Kell (1774-1847) – lid van de Staten-Generaal en Minister van Staat – en jonkvrouw Geertruid Sara Agatha van Pabst van Bingerden (1774-1866), lid van de familie Van Pabst. Het gezin telde 8 kinderen (6 dochters en 2 zonen), van wie Van Heeckeren de oudste zoon was.
Van Heeckeren volgde de studie Romeins en hedendaags recht aan de Hogeschool te Leiden (1826–1831), waar hij in 1831 promoveerde op de dissertatie “De praestanda evictione rei venditae”.

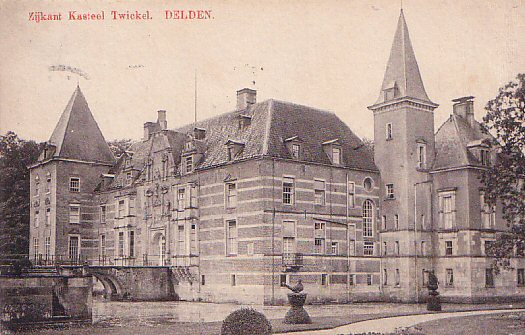
Huize Twickel, anno 1909

Door zijn huwelijk in 1831 werd Van Heeckeren grootgrondbezitter en gold hij als een van de rijkste Nederlanders van zijn tijd. In 1847 besloot hij de naam Van Wassenaer aan zijn familienaam toe te voegen. De bezittingen van de familie lagen in de provincies Zuid-Holland, Gelderland en Overijssel, en bij Hannover. Tijdens zijn huwelijken woonde hij in huize Twickel te Delden, dat op zijn initiatief werd gemoderniseerd.
Na lidmaatschappen van de ridderschappen van Gelderland en Overijssel was Van Heeckeren in de periode 1840–1849 lid van de Provinciale Staten van Overijssel. Toen hij in 1848 werd voorgedragen voor lidmaatschap van de Eerste Kamer weigerde hij deze functie. Een jaar later trad hij wel toe als afgevaardigde van de provincie Overijssel; hij hield deze aanstelling tot 1867. Bekendheid verkreeg hij door zijn optredens bij de bespreking van de begrotingen van Binnenlandse Zaken. In 1861 stemde hij tegen de ontwerp-Wet op de Raad van State.
Tijdens zijn leven werd Van Heeckeren tweemaal onderscheiden:
- Ridder in de Orde van de Nederlandse Leeuw (1845)
- Grootkruis Orde van de Eikenkroon (1857)

## Huwelijken
- Op 14 december 1831 trouwde Van Heeckeren in Ambt Delden met Marie Cornélie van Wassenaer Obdam[3] (Amsterdam, 21 september 1799 – 's-Gravenhage, 31 maart 1850), de laatste en rijke erfdochter van de tak Van Wassenaer Obdam, dochter van Jacob Unico Wilhelm van Wassenaer Obdam (1769–1812) en Margaretha Helena Alewijn (1776–1802). Zij trouwden in gemeenschap van goederen, waardoor na Marie Cornélie’s dood alle bezittingen toevielen aan Van Heeckeren. Hieronder vielen Twickel, Weldam, Olidam, Dieren, Obdam, Spierdijk, Hensbroek, Zijpe, Wogmeer en Kernhem. Het huwelijk bleef kinderloos.

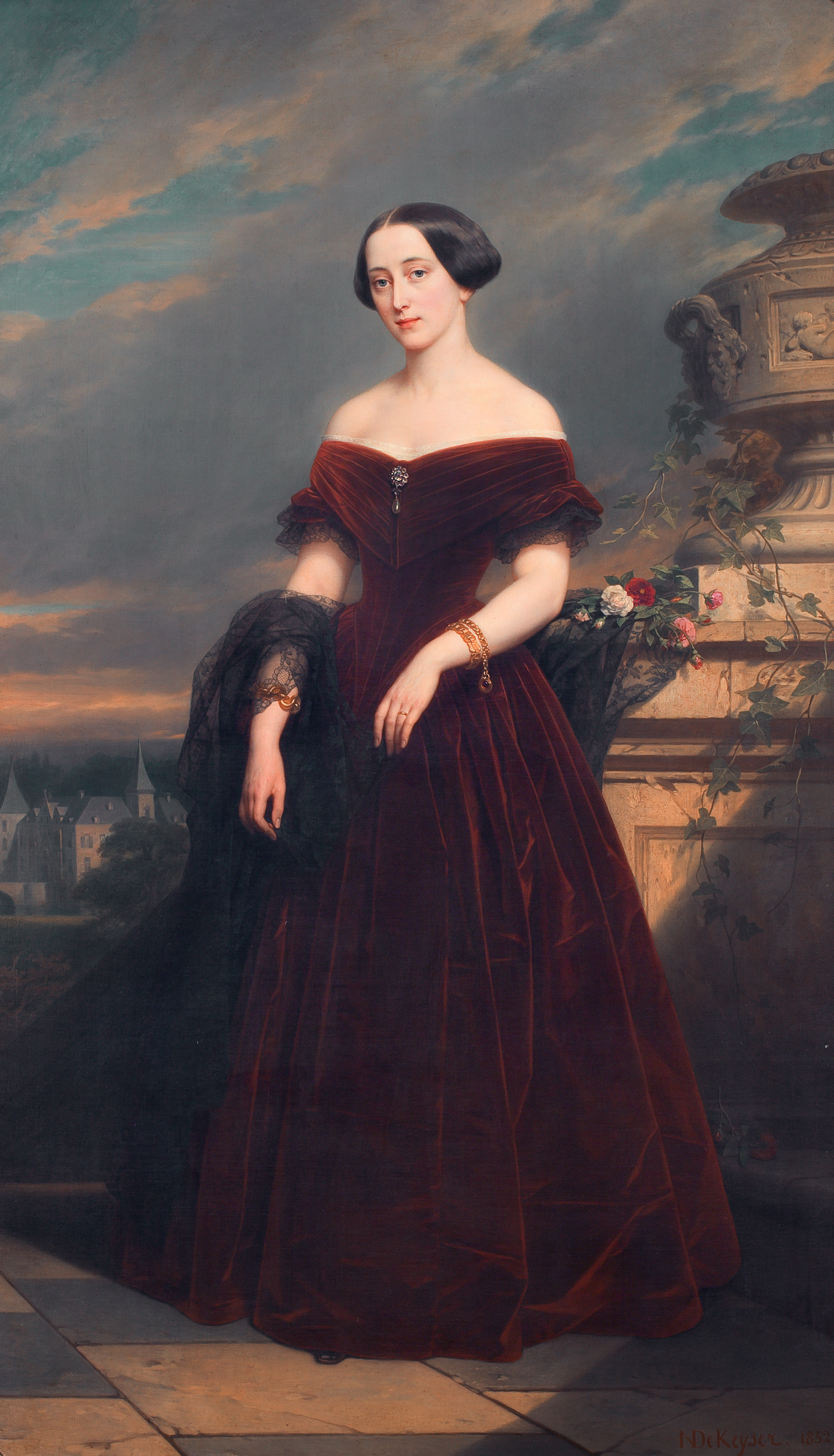
Isabelle Antoinette Barones Sloet van Toutenburg (Nicaise de Keyser, 1852)

- Het tweede huwelijk met Isabella Antoinetta barones Sloet tot Toutenburg ('s-Gravenhage, 26 september 1823 – aldaar, 8 juli 1872) vond plaats op 6 mei 1852 te ’s-Gravenhage. Zij was hofdame van prins Frederik. Uit dit huwelijk werden drie kinderen geboren:
  - Maria Cornelia ('s-Gravenhage, 13 januari 1855 – aldaar, 13 september 1912), gehuwd met Wilhelm Carl Philipp Otto Graf von Bentinck und Waldeck-Limpurg, heer van Middachten en Gaildorf (Frankfurt am Main, 28 november 1848 – Middachten, 9 november 1912)
  - Carel George Unico Willem ('s-Gravenhage, 4 oktober 1856 – Twickel, 6 maart 1883)
  - Rodolphe Frédéric ('s-Gravenhage, 15 mei 1858 – aldaar, 26 juli 1936), in 1922 te Leersum gehuwd met Marie Amelie Mechteld Agnes Gräfin von Aldenburg Bentinck (1879-1975), vrouwe van Twickel, Wassenaar, Zuidwijk, Lage, Dieren, Nettelhorst en Borculo

## Loopbaan/titulatuur
| Jaar       | Functies/titels                                                                                               |
| ---------- | --- |
| 1831–1832  | Ridderschap van Gelderland                                                                                    |
| na 1832    | Ridderschap van Overijssel                                                                                    |
| na 1832    | kamerheer in buitengewone dienst                                                                              |
| 1834       | Heer van Nettelhorst                                                                                          |
| 1840–1849  | Lid Provinciale Staten van Overijssel voor de Ridderschap                                                     |
| 1846–1852  | Adjunct-houtvester                                                                                            |
| 1849–1867  | Lid Eerste Kamer                                                                                              |
| Vanaf 1850 | Heer van Wassenaar, Lage Twickel, Weldam en Olidam, Obdam, Spierdam, Hensbroek, Wogmeer, Zuidwijk en Kernhem. |
| 1851–1875  | Opperstalmeester                                                                                              |
| 1867       | Heer van Borculo                                                                                              |